# IC 4362
IC 4362 је спирална галаксија у сазвјежђу Кентаур која се налази на листи објеката дубоког неба у Индекс каталогу.
Деклинација објекта је - 41° 49' 9" а ректасцензија 14h 5m 22,1s. Привидна величина (магнитуда) објекта IC 4362 износи 12,7 а фотографска магнитуда 13,4. Налази се на удаљености од 21,143 милиона парсека од Сунца. IC 4362 је још познат и под ознакама ESO 325-50, MCG -7-29-7, IRAS 14022-4134, PGC 50246.